# کاستنازو

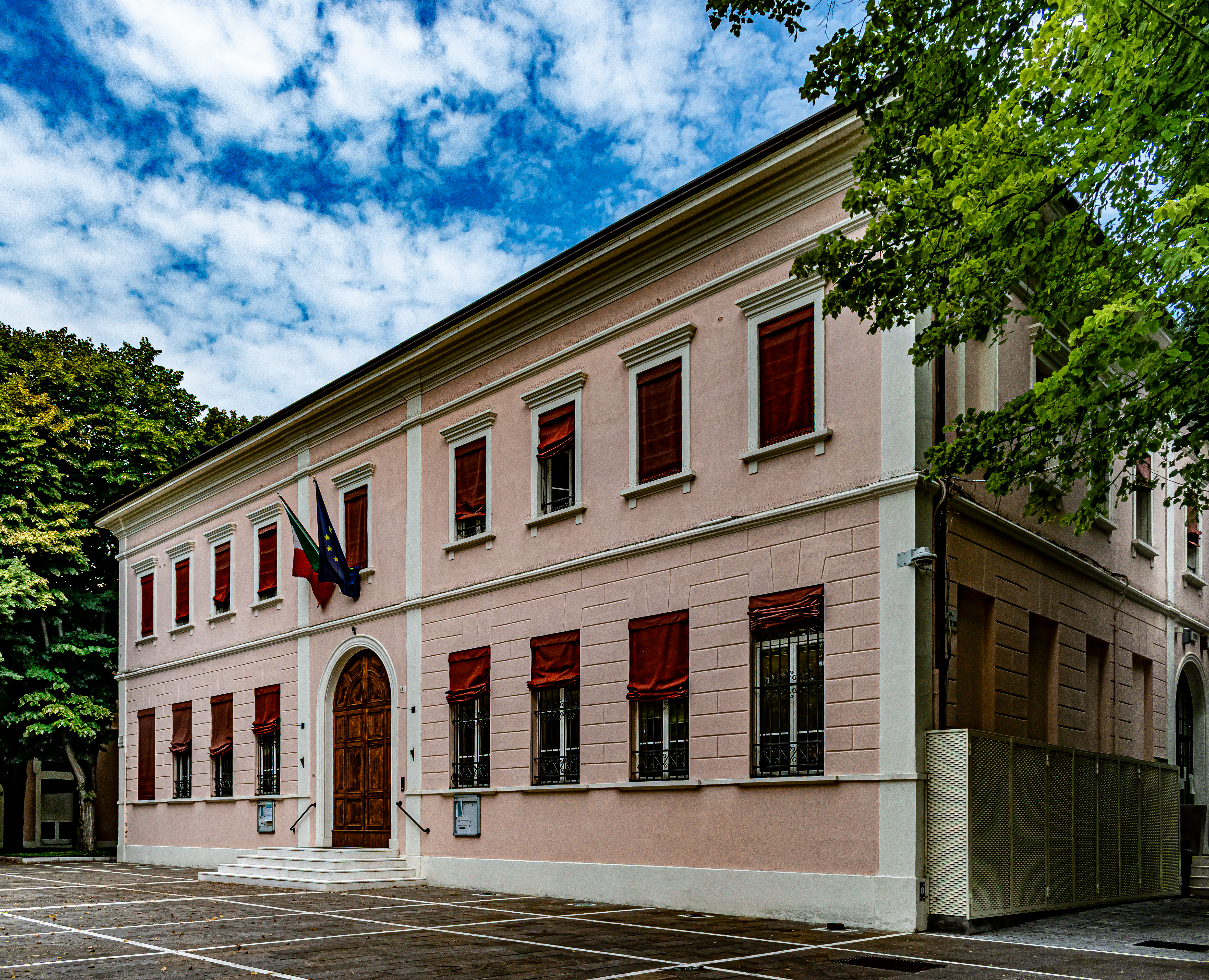
کاستنازو

کاستنازو (به ایتالیایی: Castenaso) یک کومونه در ایتالیا است که در استان بولونیا واقع شده‌است.

## خصوصیات
کاستنازو ۳۵٫۷۴ کیلومترمربع مساحت و ۱۳٬۸۱۵ نفر جمعیت دارد و ۴۲ متر بالاتر از سطح دریا واقع شده‌است.

## خواهرخوانده
شهر رتیمنون خواهرخواندهٔ کاستنازو هست.